# Albert I de Wittelsbach
Albert I de Wittelsbach (alemany Albrecht) (Munic 25 de juliol de 1336 - La Haia 13 de desembre de 1404) va ser un governant feudal dels comtats d'Holanda, Zelanda, i Hainaut, als Països Baixos (en tots conegut com a Albert I) i a més, va ser duc d'una part de Baviera, primer mancomunadament amb els seus cinc germans de tota Baviera, després amb dos germans de Baixa Baviera i finalment sol de Baviera-Straubing.

## Biografia
Albert era el tercer fill de l'emperador Lluís IV de Baviera i la seva segona esposa, l'emperadriu Margarida, que era la filla de Guillem III, comte d'Holanda i I d'Hainaut i germana de Guillem IV d'Holanda i II d'Hainaut. Albert era originalment un fill menor i, per tant, sense dret a la part millor de l'herència. Tenia només 10 anys quan el seu pare va morir, deixant la major part de la seva herència bavaresa al seu fill més gran, Lluís V, duc de Baviera, germanastre d'Albert, però també alguns feus als fills menors.
El seu germà gran, Guillem V d'Holanda i III d'Hainaut, havia rebut aquestos comtats el 1346 per ajudar en el govern a la seva mare Margarida (a la que havien estat concedits el 1345 però estava absent); però quan Margarida va tornar el 1350, Guillem no volia deixar el govern i va emprendre una llarga lluita contra la seva mare que va acabar en un tractat el 1354 que li garantia els comtats d'Holanda i Zelanda (en unió personal en endavant) mentre que la mare es quedava el d'Hainaut fins a la seva mort, que es va produir el 1356, quan també va passar a Guillem.
Mentre el pare havia mort el 1347 i el ducat de Baviera es va repartir entre els sis fills, però al cap de dos anys, el 1349, van decidir repartir-lo: els dos fills grans Lluís V i Esteve II es van quedar les parts principals de l'Alta Baviera i de la Baixa Baviera respectivament, cadascun amb dos germans associats amb feus menors (Lluís V que a més era marcgravi de Brandenburg per concessió paterna com a Lluís I, amb els seus germanastres Lluís VI i Otó V (VII); i Esteve II amb Guillem I que sempre va estar absent a Holanda i Hainaut, i Albert, que l'acompanyava). El 1353 Esteve II i Guillem I van decidir repartir-se la Baixa Baviera i es van formar les línies de Baviera-Landshut i Baviera-Straubing. A Albert no se li va deixar cap feu important. Però el 1357 Guillem es va tornar boig i Albert, que tenia 22 anys, el va succeir a Baviera-Straubing, Holanda, Zelanda i Hainaut, com a regent a Baviera i com a ruwaard als Països Baixos el 1358; encara que nominalment no fou sobirà fins a la mort de Guillem l'abril del 1389, aquest va romandre tancat des de 1358 a la seva mort.
Durant la regència d'Albert, els assumptes van transcórrer sense problemes i es va produir una millora del comerç. Problemes entre els dos partits polítics, els Hoeks ("Ganxos") formats pels burgesos de les ciutats, i Kabeljauws ("Bacallans"), propers a la noblesa, es van mantenir de manera soterrada. Guillem va viure més de trenta anys. El 1387 va associar al govern del ducat de Baviera-Straubin al seu segon fill Albert II que va morir deu anys després. Quan Albert va esdevenir formalment el seu successor (1389) ja havia casat a les seves filles a una sèrie de prínceps imperials i altres nobles. La filla que primer va tenir successió fou Margarida, amb un fill que fou el duc Felip III de Borgonya, que en última instància heretaria els territoris d'Albert.
En el regnat propi d'Albert, els problemes van esclatar entre els partits, a causa d'una dona. Albert sempre tenia amants, però aquesta vegada la seva atenció es va dirigir a la bella Aleid van Poelgeest, que era del partit dels Cod, que va guanyar una influència política que fou ressentida per l'altra bàndol els Hook. Una trama es va forjar entre els Hooks, així com entre membres de la mateixa família d'Albert. Una nit de setembre de 1392 Aleid va ser assassinada a la Haia.
En la seva fúria Albert va perseguir els Hoeks, a espasa i foc, conquerint un castell darrere l'altre. Fins i tot el seu propi fill i hereu Guillem II no se sentia segur i se'n va anar a viure a Hainaut. Durant els seus últims anys, Albert va lluitar contra els frisons. Van ser derrotats una vegada i una altra, però mai van ser aniquilats per complet.
A la mort d'Albert el 1404, va ser succeït pel seu fill gran, Guillem II de Wittelsbach o Baviera, VI d'Holanda, V de Zelanda i IV d'Hainaut. El fill més jove, Joan III, va arribar a ser bisbe de Lieja. No obstant això, a la mort de Guillem el 1417, una guerra de successió va esclatar entre Joan i la filla de Guillem, Jacquelina d'Hainaut. Aquest seria l'últim episodi de les guerres dels ganxos i els bacallans, i finalment va col·locar els comtats en mans de Borgonya.

## Matrimoni i fills
Albert es va casar a Passau després del 19 de juliol de 1353 amb Margarida de Brieg o Silèsia (1342/43-1386), i va tenir set fills, tots els quals van viure fins a l'edat adulta:
- Catarina (vers 1361-1400, Hattem), casada a Geertruidenberg el 1379 amb Guillem I de Gueldre i Jülich
- Joana (vers 1362-1386), esposa de Venceslau, rei dels romans
- Margarida (1363 - 23 de gener de 1423 a Dijon), es va casar a Cambrai el 1385 amb Joan I de Borgonya conegut com a Joan sense Por
- Guillem II de Wittelsbach o Baviera, VI d'Holanda, V de Zelanda i IV d'Hainaut (1365-1417)
- Albert II, duc de Baviera-Straubing (1369 - 21 de gener de 1397, Kelheim)
- Joana Sofia (vers 1373 - 15 de novembre de 1410 a Viena), es va casar el 15 de juny de 1395 amb Albert IV d'Habsburg, duc d'Àustria
- Joan III de Baviera, pretendent a comte d'Holanda-Zelanda i Hainaut (1374-1376 - 1425), bisbe de Lieja

També va tenir diversos fills il·legítims.
Albert va contreure un segon matrimoni el 1394 a Heusden amb Margarida de Clèveris (vers 1375-1412), germana d'Adolf I, duc de Clèveris, però no van tenir fills.